# Eneias, Anquise e Ascânio
Eneias, Anquise e Ascânio é uma obra do Barroco Italiano, de Gian Lorenzo Bernini.
A obra, esculpida por volta de 1619, descreve as três idades do homem sob três pontos de vista, baseada numa figura de um afresco de Rafael Sanzio, e talvez refletindo o momento em que o filho consegue o papel do pai. A imagem mostra a infância do homem, sua idade madura e sua senilidade, um se apoiando no outro, mostrando a continuidade da vida e como uma fase se liga à outra. 
Como todas as esculturas de Bernini, Eneias, Anquise e Ascânio mostra com grande realismo e simplicidade a tragédia da vida do ser humano, condenado a ver sua própria decadência com o passar dos anos, pondo o observador em reflexão sobre seu próprio destino. 